# Fontinalia
Fontinalia era una festa della religione romana dedicata alle sacre fonti il cui dio era Fontus.
Durante le Fontinalia si gettavano nelle fontane ghirlande di fiori e si offrivano al dio sacrifici di vino, olio, etc. La festa si svolgeva il 13 ottobre presso la porta Fontinalis delle mura serviane.